# Павло-Николаевка
Павло-Николаевка (укр. Павло-Миколаївка) — село в Аджамской сельской общине Кропивницкого района Кировоградской области Украины.
Население по переписи 2001 года составляло 2 человека. Почтовый индекс — 27620. Телефонный код — 522. Код КОАТУУ — 3522580303.